# Mont Thabor
Der Mont Thabor ist ein 3178 m hoher Berg im Cerces-Massiv, einer Untergruppe der Cottischen Alpen im französischen Département Savoie (Region Auvergne-Rhône-Alpes).

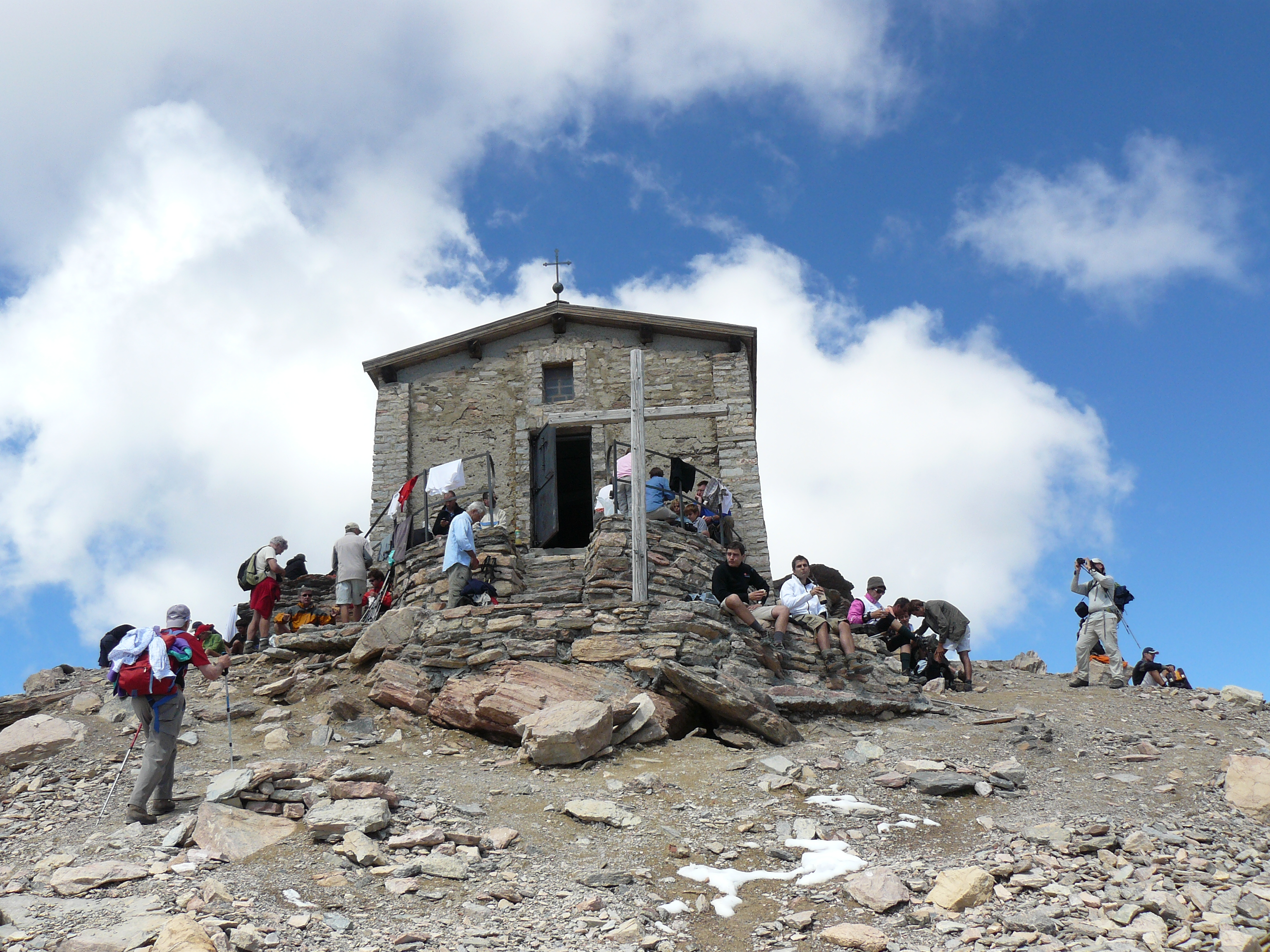
Kapelle am Mont Thabor

Der Gipfel markierte bis 1947 die Grenze zu Italien, wurde aber im Friedensvertrag – wie auch das gesamte frühere Valle Stretta als Vallée Étroite – Frankreich zugeschlagen.
Am Gipfel befindet sich eine Bergkirche, die nach der örtlichen Überlieferung aus dem 11. Jahrhundert stammt und zu der jedes Jahr eine Wallfahrt stattfindet.
Der Gipfel lässt sich vom Valle Stretta / Vallée Etroite (nahe Bardonecchia / Piemont) über einen (für die Höhe) leichten Wanderweg erreichen – die Einheimischen sagen, es sei ein Berg, auf den man Kühe hinauftreiben könnte.
Der Name des Berges geht möglicherweise auf die Zeit der Kreuzritter zurück, die auch den Berg Tabor (Israel) besucht haben. 
Die nach dem französischen Namenforscher Adolphe Gros wahrscheinlichere Herleitung bezieht den Namen auf den in der Gegend vorkommenden Familiennamen Taburd (oder Tabord).